# Dak van Brabant
Das Dak van Brabant (deutsch Dach von Brabant), auch als Ehemalige Mülldeponie Razob (niederländisch Voormalige Vuilstort Razob) bekannt, ist mit 60 Metern die höchste Erhebung der niederländischen Provinz Noord-Brabant. Es befindet sich zwischen Nuenen und Geldrop. Heutzutage ist es als Erholungsgebiet in Gebrauch. Die Landschaftspflege erfolgt durch Schafe.